# Harry Potter and the Goblet of Fire (игра)
Harry Potter and the Goblet of Fire — приключенческая видеоигра, четвёртый проект в серии игр о Гарри Поттере. Выпуск игры был приурочен к выходу фильма кинокомпании Warner Brothers, основанному на четвёртой книге Дж. К. Роулинг. Гарри, Рон и Гермиона возвращаются, и игроки смогут пережить все лучшие эпизоды фильма, начиная от лагеря мирового Турнира по Квиддичу и заканчивая дуэлью с Лордом Волан-де-Мортом.

## Геймплей
В начале каждого уровня игрок может выбрать любого из трех персонажей: Гарри Поттера, Рона Уизли или Гермиону Грейнджер. В игру могут включиться до двух игроков, если доступны другие устройства управления.

### Основной принцип
Игра сильно отличается от всех остальных игр в серии. В основу геймплея заложен «собирательный» принцип: для прохождения на следующий уровень необходимо собрать определенное количество предметов, в случае Harry Potter and the Goblet of Fire эти предметы — щиты. В каждом уровне есть, в среднем, 5-7 таких предметов, а также 10 щитков — собрав их всех игрок открывает последний большой щит. Уровень заканчивается однократным сбором щита, но пройденный единожды уровень может быть обыгран неограниченное количество раз (кроме обучающей). Некоторые действия на уровнях оказываются невозможными до тех пор, пока студенты не пройдут последующие уровни, изучив новые заклинания.

### Ролевая составляющая
Также одной большой отличительной чертой является ролевая составляющая игры. Собирая и открывая новые бонусы (среди которых исчезающие карточки и постоянно меняющиеся малозаметные фиксированные объекты (могут представлять собой статую дракона, лопатку, водопроводный кран или гриб), уничтожая врагов новыми способами, а также прокачивая известные заклинания игрок повышает общий уровень всей троицы. Польза от этого нововведения — открытие новых карточек, имеющие различные вариации улучшений (заклинания, здоровье персонажей, «мстительность» и т. п.) значительно помогающие в последних и самых трудных уровнях. Открытые карточки покупаются за бобы Берти Боттс («конфетки» в официальной локализации). Бобы, помимо «экономического» предназначения, также могут увеличивать здоровье (красные конфетки; кроме них также здоровье могут улучшать тыквенные пирожки и котелковые кексы) и заполнять полоску «Магикуса Экстремуса» (синие конфетки).

### Система магии
Полностью была переработана система магии — теперь игрок сам волен выбирать тип заклятия для борьбы с монстрами. Но, чтобы эта функция не стала громоздкой, разработчики ограничили использование некоторых типов атак на монстров. Например, как вариант усмирения огненных саламандр используется тушение их с помощью заклинания «Аква Эрукто», но против эрклингов, леших, оно бессмысленно (водяное заклинание требуется только для тушения горячих объектов), поэтому просто это заклинание против них убирается. Такую систему можно назвать контекстно-зависимым (это же относится и к интерактивному окружению).
После заполнения полоски «Магикуса Экстремуса», можно временно активировать супер-режим, где все главные герои наносят во много раз больший урон, усиливаются влияния служебных заклинаний.

## Управление
Стандартное управление — с клавиатуры, если же доступен геймпад, он становится устройством по умолчанию. Игра использует фиксированные пути слежения камеры, поэтому аналоговые стики почти не используются, что хорошо влияет на совместимость с широким выбором систем. Кроме кнопок стрелок (степени свободы), используются всего четыре кнопки — для заклинания «Акцио» (притягивание бонусов), контекстно-зависимой кнопки, служебных заклинаний и активации супер-режима «Магикус Экстремос».

## Отзывы
| Сводный рейтинг    | Сводный рейтинг   | Сводный рейтинг | Сводный рейтинг | Сводный рейтинг | Сводный рейтинг | Сводный рейтинг | Сводный рейтинг |
| Издание            | Оценка            | Оценка          | Оценка          | Оценка          | Оценка          | Оценка          | Оценка          |
| Издание            | DS                | GBA             | GC              | PC              | PS2             | PSP             | Xbox            |
| ------------------ | ----------------- | --------------- | --------------- | --------------- | --------------- | --------------- | --------------- |
| GameRankings       | 64,50 %           | 70,10 %         | 67,15 %         | 62,11 %         | 67,59 %         | 67,19 %         | 69,69 %         |
| Metacritic         | 68/100            | 71/100          | 69/100          | 66/100          | 68/100          | 70/100          | 68/100          |
| Иноязычные издания |                   |                 |                 |                 |                 |                 |                 |
| Издание            | Оценка            | Оценка          | Оценка          | Оценка          | Оценка          | Оценка          | Оценка          |
| Издание            | DS                | GBA             | GC              | PC              | PS2             | PSP             | Xbox            |
| Eurogamer          | N/A               | N/A             | N/A             | 6/10            | N/A             | N/A             | N/A             |
| Famitsu            | 28/40 (C+A) 27/40 | N/A             | 27/40           | N/A             | N/A             | N/A             | N/A             |
| Game Informer      | N/A               | N/A             | 6,5/10          | N/A             | 6,5/10          | N/A             | 6,5/10          |
| GamePro            | N/A               | N/A             | [ 25 ]          | N/A             | [ 25 ]          | N/A             | [ 25 ]          |
| GameSpot           | 6,5/10            | 6,6/10          | 7,3/10          | 7,3/10          | 7,3/10          | 7,3/10          | 7,3/10          |
| GameSpy            | [ 30 ]            | [ 31 ]          | [ 32 ]          | N/A             | [ 32 ]          | [ 33 ]          | [ 32 ]          |
| GameTrailers       | N/A               | N/A             | 5,8/10          | 5,8/10          | 5,8/10          | N/A             | 5,8/10          |
| GameZone           | 8/10              | 7,7/10          | 7,5/10          | 8/10            | 7,1/10          | 7,8/10          | 7,5/10          |
| IGN                | 7,8/10            | 7,4/10          | 7,2/10          | 7,2/10          | 7,2/10          | 7,5/10          | 7,2/10          |
| Nintendo Power     | 8/10              | 8/10            | 8,5/10          | N/A             | N/A             | N/A             | N/A             |
| OPM                | N/A               | N/A             | N/A             | N/A             | [ 47 ]          | [ 48 ]          | N/A             |
| OXM                | N/A               | N/A             | N/A             | N/A             | N/A             | N/A             | 7/10            |
| PC Gamer (US)      | N/A               | N/A             | N/A             | 35 %            | N/A             | N/A             | N/A             |
| X-Play             | N/A               | N/A             | [ 51 ]          | [ 51 ]          | [ 51 ]          | N/A             | [ 51 ]          |
| Detroit Free Press | N/A               | N/A             | [ 52 ]          | N/A             | N/A             | N/A             | N/A             |
| Sydney Herald      | N/A               | N/A             | [ 53 ]          | [ 53 ]          | [ 53 ]          | N/A             | [ 53 ]          |

Игра получила смешанные отзывы от критиков на всех игровых платформах.